# Jesa

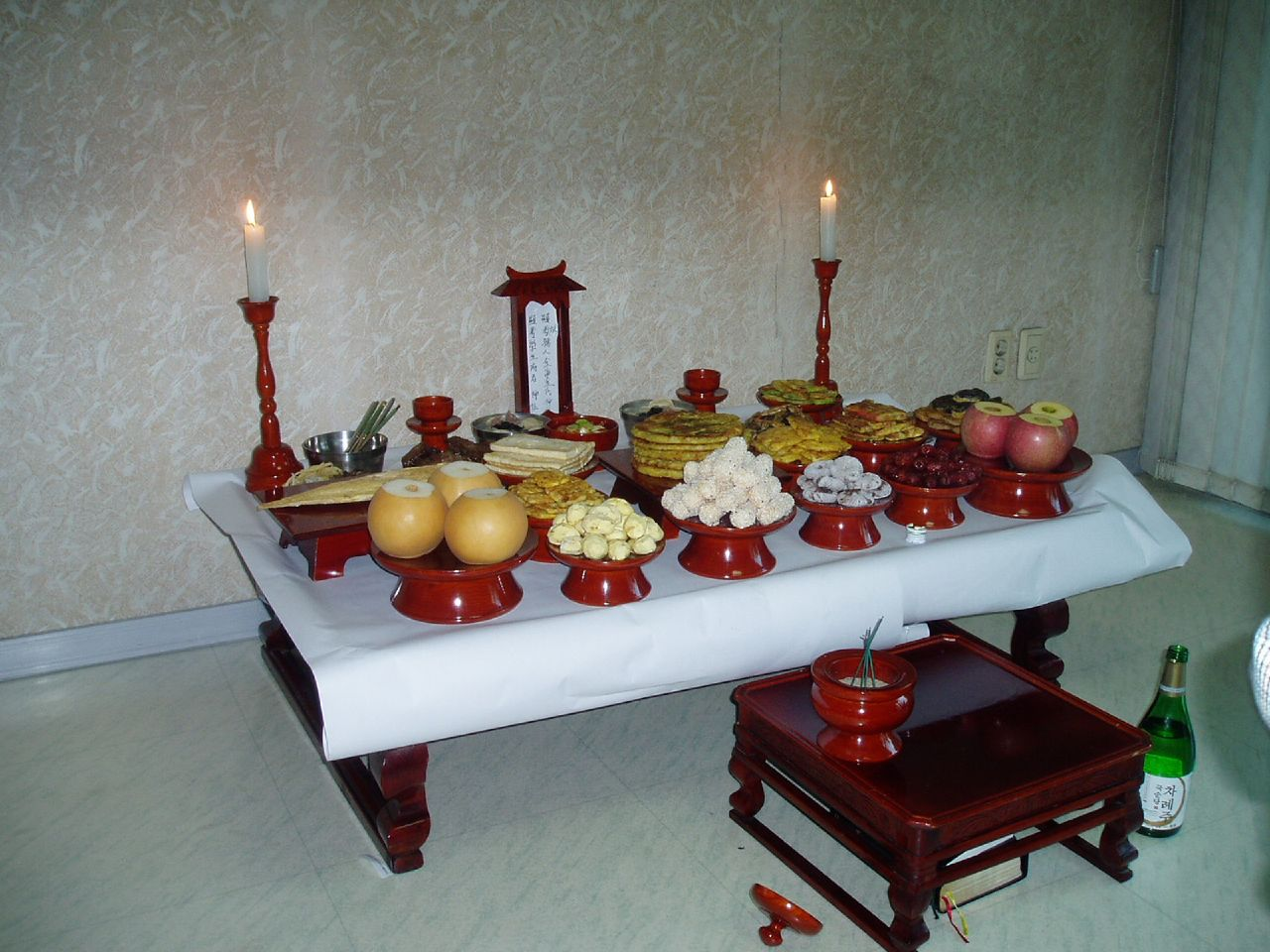
Altar preparado para el rito Jesa.

Jesa es una ceremonia de culto a los ancestros de las personas que toman parte en ella, practicada con frecuencia en Corea. 
El Jesa es por lo general realizado en el aniversario de la fecha del fallecimiento del ancestro. La mayoría de los católicos, budistas y no creyentes practican ritos ancestrales, aunque los protestantes se abstienen de practicarlos. La prohibición católica sobre los ritos ancestrales fue levantada en 1939, cuando Pío XII formalmente reconoció que los ritos ancestrales eran una práctica civil (ver artículo Disputa de los Ritos). Muchos cristianos coreano-norteamericanos, especialmente protestantes, han cesado la práctica de este rito.

## Tipos de rituales del culto a los ancestros
Existen diversos tipos de ritos para rendir culto a los ancestros tales como gijesa (기제사, 忌祭祀), charye (차례, 茶禮), seongmyo (성묘, 省墓), myosa (묘사, 墓祀). Gijesa es un servicio en memoria que se realiza todos los años el día del aniversario del fallecimiento del ancestro. El gijesa se realiza para ancestros de hasta cinco generaciones de antigüedad en la casa del descendiente más anciano. Los servicios en memoria que se realizan en Chuseok o Día de Año Nuevo son denominados "charye", el 5 de abril y antes de Chuseok, los coreanos visitan las tumbas de sus ancestros y quitan las malezas de las tumbas. Luego ofrecen alimentos, frutas y vino, y finalmente se inclinan frente a las tumbas. Los servicios en memoria que se realizan frente a las tumbas son denominados "seongmyo". Finalmente el myosa es llevado a cabo en el sitio de la tumba en el mes lunar de octubre en memoria de los ancestros antiguos (cinco o más generaciones).
Los ritos ancestrales se dividen en tres categorías:
1. Charye (차례, 茶禮) - ritos del té realizado 4 veces por año en fechas importantes (Año nuevo coreano, Chuseok).
2. Gije (기제, 忌祭, también denominado gijesa) - ritos del hogar que se realizan la noche anterior o la mañana del aniversario del fallecimiento del ancestro (기일, 忌日).
3. Sije (시제, 時祭; también denominado 사시제 o 四時祭) - ritos estacionales realizado por ancestros que han fallecido hace 5 o más generaciones (por lo general realizados anualmente en el décimo mes del calendario lunar).